# Colonia Pons

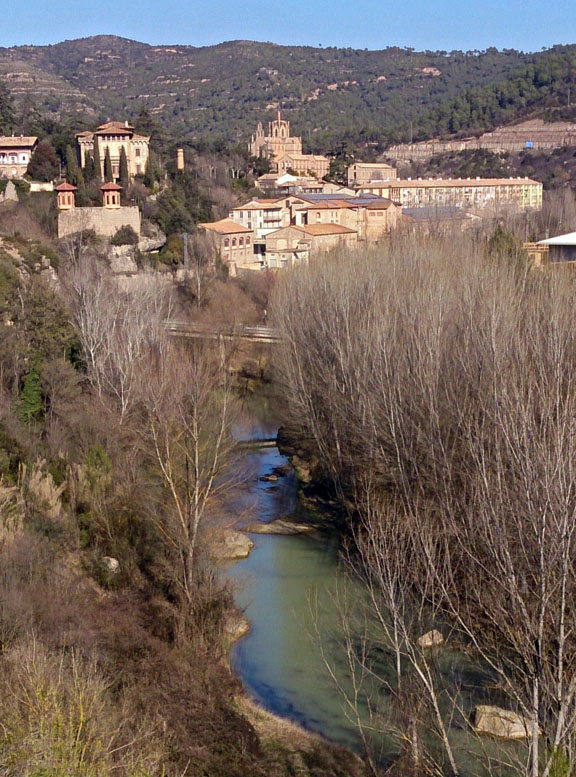
Vista de la colonia

La Colonia Pons, también conocida como Cal Pons, es una de las siete colonias textiles del municipio catalán de Puigreig (España). Fundada en 1875, fue declarada Bien Cultural de Interés Nacional en 2017.

## Historia

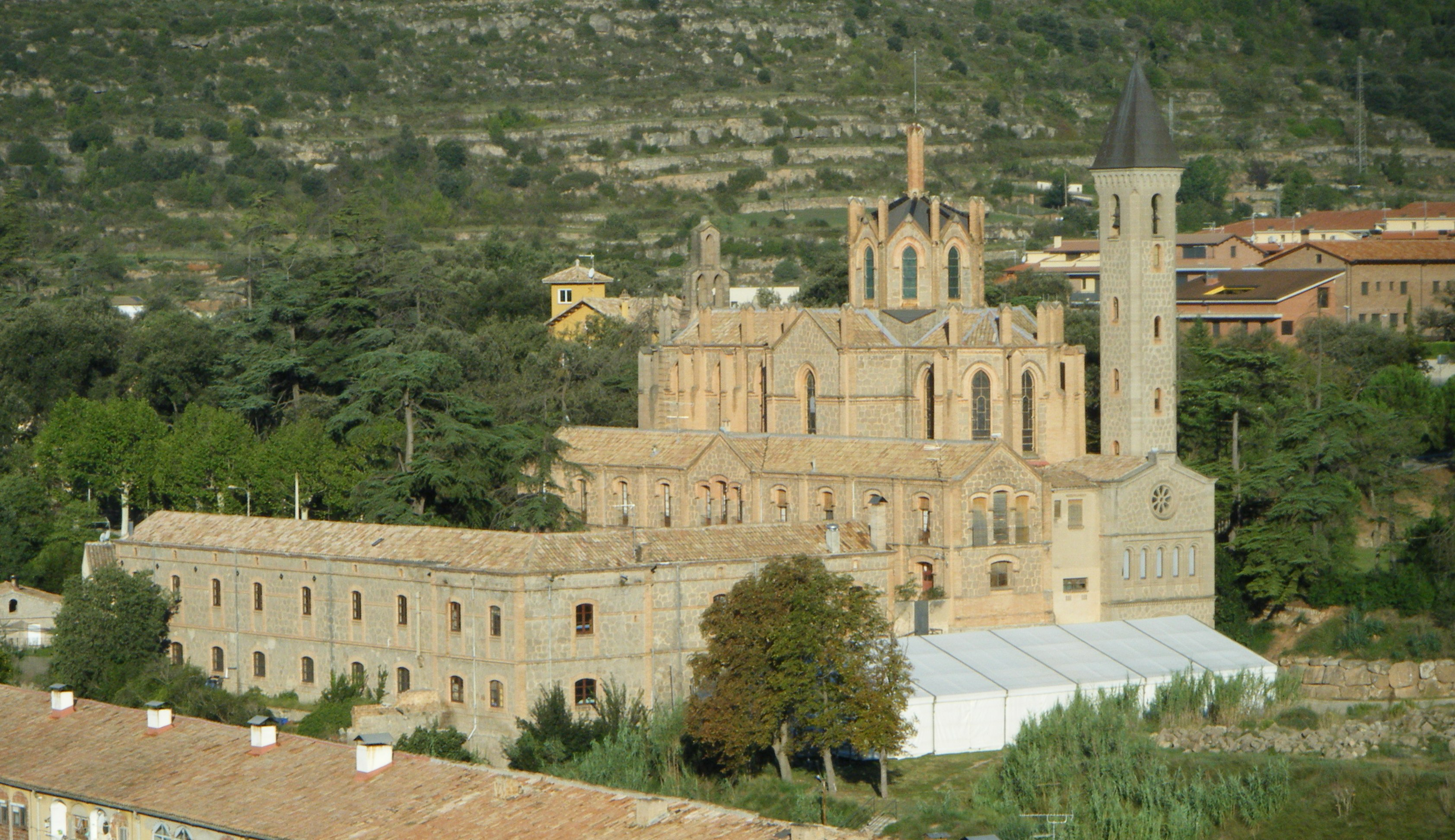
Iglesia de San José

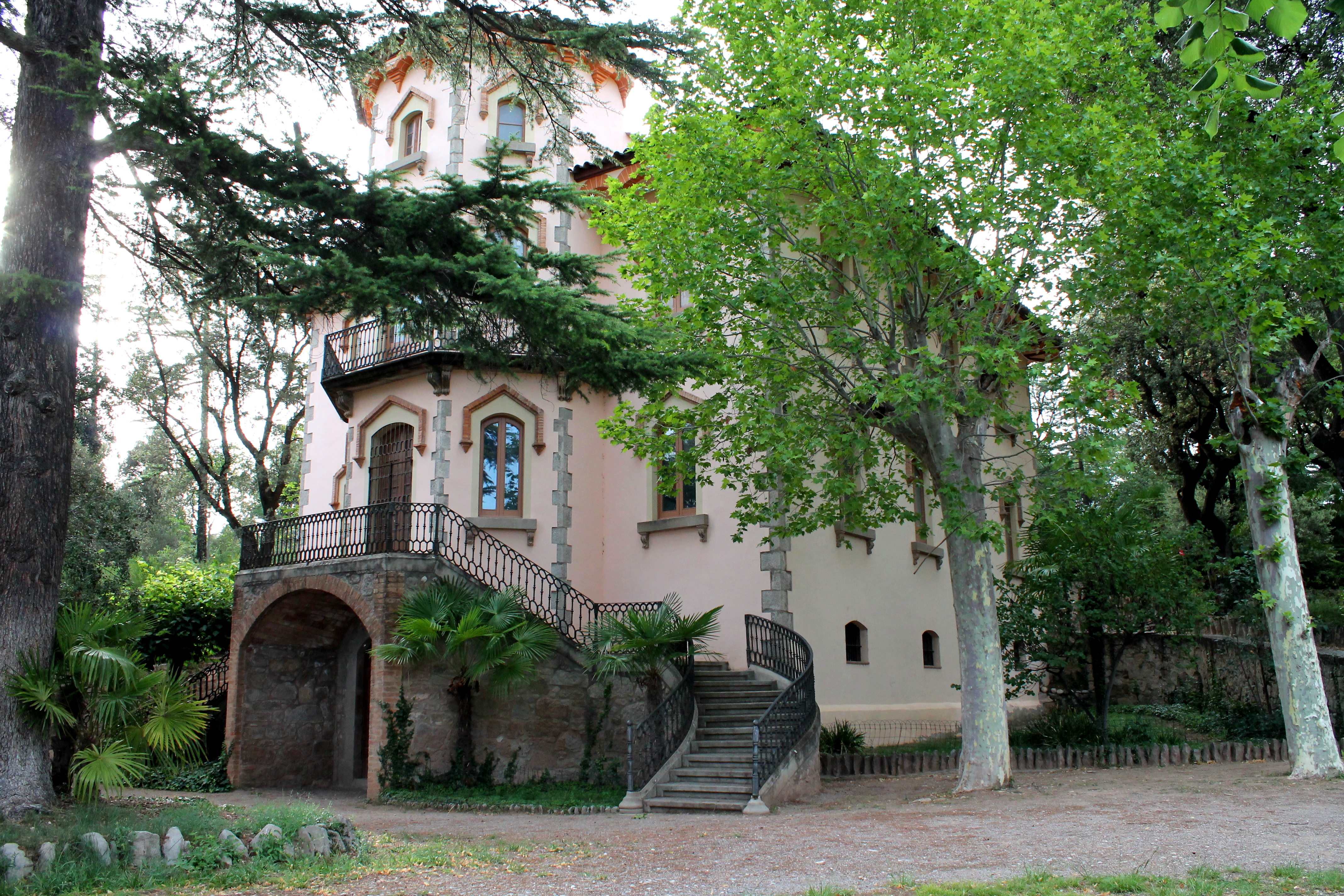
Torre Vieja

La colonia fue fundada por José Pons y Enrich, nacido en Manresa en 1811, el cual fue además político, fundador de la Caja de Manresa y promotor del ferrocarril de Manresa a Berga . Descendiente de una familia vinculada a la seda durante el siglo XVIII, Josep Pons se convirtió en un influyente algodonero. En 1876 obtiene el permiso de aprovechamiento industrial del agua del río Llobregat, construyendo la esclusa, el canal, la sala de turbinas y la fábrica, que se inauguró en 1880. A continuación comenzó la construcción de las viviendas obreras. El recinto estaba perimetrado por una muralla para controlar la salida o entrada de obreros ya que existía toque de queda. Fue destruida durante la Guerra Civil y no volvió a ser reconstruida.
Las condiciones laborales en el interior de ésta y otras colonias catalanas de la época ocasionaron numerosos conflictos, teniendo lugar en 1890 una importante huelga en varias fábricas de la comarca que acabó con el despido de 150 trabajadores de Cal Pons. En 1908 fue visitada por Alfonso XIII. Tras tomar las riendas de la colonia el hijo de su fundador, Luis Gonzaga Pons, la situación social mejoró, consolidando la llamada política del paternalismo industrial. El proteccionismo sobre la industria catalana hizo que disfrutase desde su fundación de buena salud, como otras sedes textiles de la zona, llegando a contar con 400 familias.
Hasta la década de 1960 gozó además de una intenta actividad cultural celebrándose festejos, se publicaba la revista Colonia Pons y se fundó la  Escuela del Hogar y la Escuela del Trabajo vinculada a la Escuela Industrial de Barcelona. Progresivamente, tanto la decadencia del sector textil como el modelo de colonias textiles, hizo que fuese cesando su actividad y cerró finalmente sus puertas en 1995. El espacio fue adquirido por el ayuntamiento, que construyó nuevas viviendas y reutilizó alguno de los antiguos edificios para otras empresas y albergue juvenil.

## Edificios de interés
- Iglesia de San José: comenzó su construcción en 1877 de la mano del arquitecto Josep Torres i Argullol, y en su momento fue calificada por la prensa como la "atedral del Alto Llobregat". Es un edificio ecléctico y neogótico, que cuenta además con una torre campanario exenta, cripta y panteón familiar. En la iglesia se encuentra actualmente un centro de interpretación.
- Escuela, convento, teatro y residencia femenina: construidos con muros de piedra y ladrillo visto en ventanas y puertas.
- Torre Vella, Torre Nueva y chalé de dirección: construidas en 1885 y 1897 en estilo historicista y rodeadas de jardín. Destinadas a dueños y altos mandos. El chalé de dirección, más austero, fue levantado en 1900.
- Jardín y bosque: eran de carácter privado pero podían ser usados por los trabajadores en ausencia de los dueños. Contaba con una gran variedad de especies vegetales (plataneros, tilos, moreras, aligustres, castaños de indias, palmeras, chopos, encinas, abetos...) así como aves exóticas.
- Pabellones de viviendas: normalmente utilizando el recurso de los vanos escarzanos.